# Windmühlenberg (Emmerstedt)

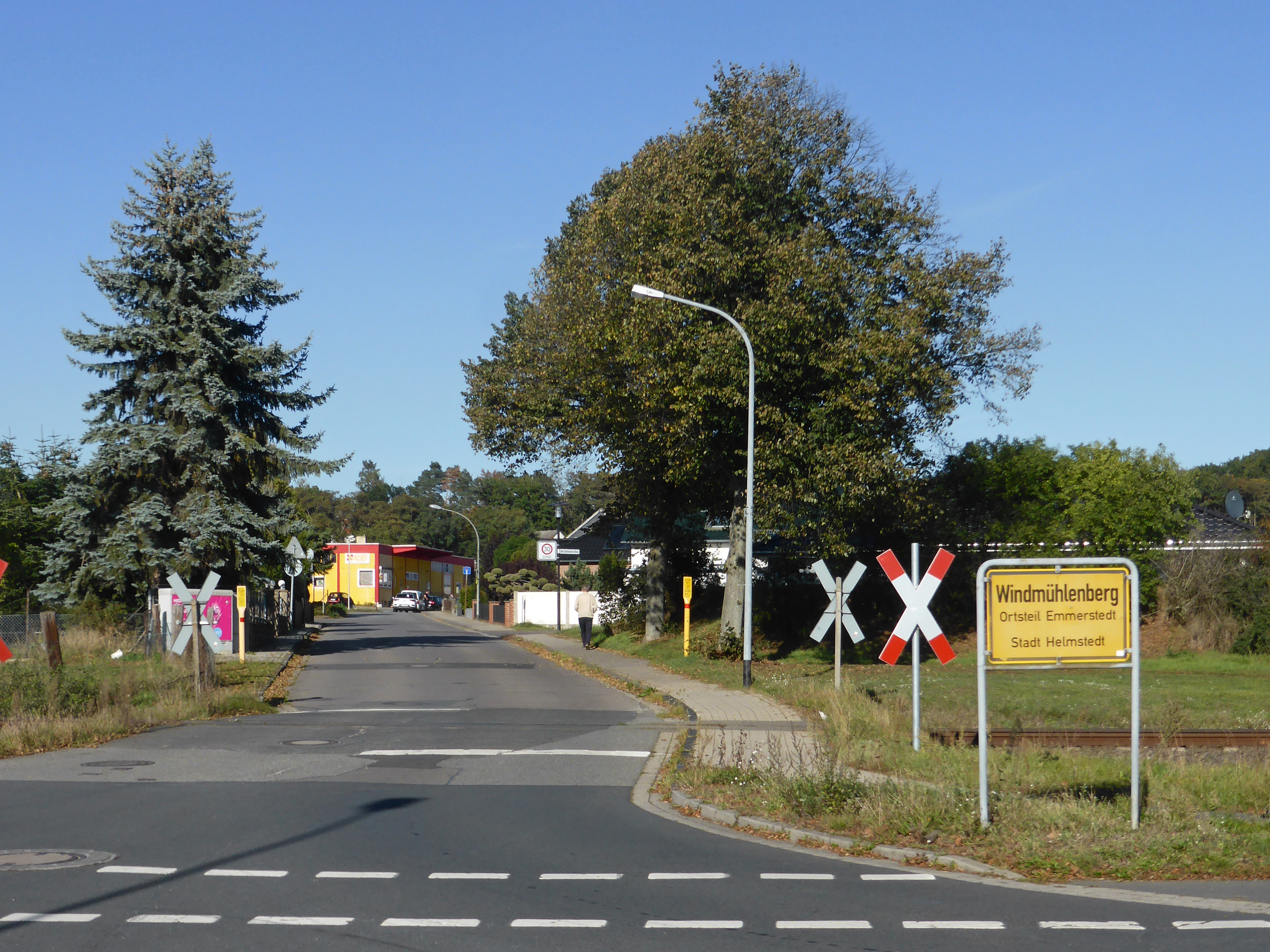
Südlicher Ortseingang

Windmühlenberg, auch als Siedlung auf dem Windmühlenberg und Siedlung Tonwerke bezeichnet, ist ein Wohnplatz von Emmerstedt, einem Ortsteil der Kreisstadt Helmstedt in Niedersachsen.

## Geographie und Verkehrsanbindung
Windmühlenberg liegt zwischen der Ortslage von Emmerstedt und der Bundesstraße 244, die hier von der Bundesautobahn 2 kommend nach Helmstedt führt.
Am südlichen Ortsrand führt die Bahnstrecke Helmstedt–Oebisfelde vorbei. 1959 wurde auf dieser Strecke der Personenverkehr eingestellt, seitdem wird die Strecke nur noch für den Güterverkehr genutzt. Südlich der Bahnstrecke verläuft die Landesstraße 644, an der sich auch die Bushaltestelle „Windmühlenberg“ befindet. Buslinien führen von Windmühlenberg bis nach Helmstedt, Königslutter am Elm und Volkmarsdorf. Die Landesstraße 644 beginnt in Königslutter am Elm und führt über Emmerstedt an Windmühlenberg vorbei und weiter über Helmstedt bis zur Landesgrenze von Sachsen-Anhalt hinter Bad Helmstedt. Windmühlenberg besteht aus den Straßen Am Schwarzen Berg, Eisenweg, Farbenweg, Fassweg, Fichtenweg, Finkenstraße, Kiefernweg, Kirschweg, Quittenweg, Tonwerke und Ziegelstraße.

## Geschichte und Infrastruktur
Die Siedlung Windmühlenberg besteht seit 1961. Die Straßennamen Eisenweg, Farbenweg, Fassweg, Tonwerke und Ziegelstraße erinnern noch heute an die in diesem Gebiet früher ansässigen Gewerbebetriebe: Eine 1870 gegründete Farbenfabrik, aus der 1884 eine Ziegelei wurde, die Helmstedter Tonwerke sowie die dortige Fassfabrik. Seit 2004 wird die Siedlung Windmühlenberg südöstlich der Straße Tonwerke um das 55 Bauplätze umfassende Neubaugebiet „Am Schwarzen Berg“ mit den Straßen Am Schwarzen Berg, Fassweg, Kirschweg und Quittenweg erweitert.
Der Kreisverband Helmstedt des Arbeiter-Samariter-Bundes hat seine Einsatzzentrale an der Straße Tonwerke. Die Poststelle II „Helmstedt 5“ befand sich an der Ziegelstraße.